# Josef Šanta
Josef Šanta (* 30. April 1883 in Krchleb, Bezirk Kuttenberg, Österreichisch-ungarische Monarchie; † 9. Mai 1945 in Kleine Festung Theresienstadt) war ein tschechoslowakischer sozialdemokratischer Journalist und Politiker sowie Abgeordneter. Während des Protektorats Böhmen und Mähren schloss er sich dem Widerstand gegen die Nationalsozialisten an und nahm am Slowakischen Nationalaufstand teil. Er wurde zweimal verhaftet, im KZ Dachau und in der Kleinen Festung in Theresienstadt gehalten, wo er infolge einer Typhusepidemie starb. 2014 erhielt Šanta in Olmütz einen Stolperstein.

## Leben
Nach seiner Grundausbildung erlernte Šanta den Beruf des Metallarbeiters. Mit 17 Jahren verzog er nach Wien, wo er unter anderem in einer Nähmaschinenfabrik Beschäftigung fand. Danach arbeitete in verschiedenen Arbeiterberufen, später dann auch in Böhmen. Seine eigentlichen Interessen lagen jedoch in journalistischer Arbeit und politischem Engagement, die er sich im Selbststudium aneignete. 1911–1918 betätigte er sich in Wien als Redakteur und Korrespondent einiger Zeitschriften wie Mladý socialista („Junger Sozialist“) und Odborný kovodělník, („Fachmetallarbeiter“) nach 1918 war er Sekretär in der sozialdemokratischen Zeitschrift Dělnické listy, die auch in Wien erschien. Während des Ersten Weltkrieges war Šanta Mitglied des Landesausschusses in Niederösterreich und vertrat in Prag die dortige tschechische Sektion der Sozialdemokratische Arbeiterpartei.

## Politische Laufbahn nach 1918
1919 kandidierte Josef Šanta in Wien als Vertreter der tschechischen ethnischen Minderheit und wurde im Mai 1919 als Gemeinderat der Stadt Wien gewählt. 1921 verließ Josef Šanta Wien und übersiedelte nach Olmütz in die damals Hanácká ulice. Journalistisch betätigte er sich als verantwortlicher Redakteur des sozialdemokratischen Blattes Nový den („Neuer Tag“) – des späteren Hlas lidu („Stimme des Volkes“) – und wurde 1926 Mitglied des Syndikats tschechoslowakischer Journalisten (Syndikát československých novinářů). Darüber hinaus war er ständiger Korrespondent  mehrerer sozialdemokratischer Tageszeitungen in Prag und Brünn, darunter Právo lidu („Recht des Volkes“).
In Olmütz setzte er sein politisches Engagement fort und wurde Kreissekretär der ČSDSD (Českoslovanská sociálně demokratická strana dělnická – Tschechoslawische Sozialdemokratische Partei der Arbeiter), in den 1930er Jahren war er Mitglied der städtischen Abgeordnetenversammlung in Olmütz und ferner Mitglied des Bezirksexekutivkomitees der ČSDSD.
1940 wurde Josef Šanta verhaftet und nach einem Zwischenaufenthalt in Brünn in das Konzentrationslager KZ Dachau überführt. Nach einer längeren Internierung wurde er am 5. Mai 1943 entlassen und fuhr umgehend in die Slowakei, wo er in Banská Bystrica von Anfang an am Slowakischen Nationalaufstand teilnahm. Am 28. August 1944 wurde er erneut verhaftet, zuerst in Brünn festgehalten, danach am 14. September 1944 nach Theresienstadt überführt, wo er im Mai 1945 in der Kleinen Festung Theresienstadt infolge einer Typhusepidemie starb.

## Stolperstein, Ehrungen
In Olmütz gibt es seit langem eine nach Josef Šanta benannte Straße, die Šantova ulice; ein nahe der historischen Stadtmitte 2013 gebautes Einkaufszentrum trägt Šantas Name – „Galerie Šantovka“, darüber hinaus wird dieses gesamte neue Viertel auch „Šantovka“ genannt. Am 18. September 2014 wurde für Josef Šanta in der Šantova ul. 719/2 (ehemals Hanácká ul.) ein Stolperstein gelegt – Šanta war das erste nichtjüdische Opfer des Nationalsozialismus, das in Olmütz mit einem Stolperstein geehrt wurde, worauf Petr Papoušek, Vorsitzender der Jüdischen Gemeinde Olmütz, hinwies. Der Stolperstein wurde verlegt durch den Vorsitzenden der sozialdemokratischen ČSSD Antonín Staněk, die Initiative ging zurück auf einen Senator der Stadt und die Jüdische Gemeinde. Der Text auf dem Stolperstein in Übersetzung:
|  | HIER WOHNTE JOSEF ŠANTA GEB. 1883 VERHAFTET 1944 ERMORDET 8. 5. 1945 IN DER KLEINEN FESTUNG THERESIENSTADT |